# Anton Sepp von Rechegg
Anton Clemens Sepp von und zu Rechegg (Kaltern an der Weinstraße, Tirol, 22 de novembro de 1655 — San José, Misiones, 13 de janeiro de 1733) foi um jesuíta, músico, arquiteto, escultor, urbanista, pintor e escritor tirolês, administrador de várias missões jesuíticas, fundador da Redução de São João Batista e uma importante fonte de informações sobre as missões espanholas estabelecidas nos atuais territórios do Paraguai, Argentina e Rio Grande do Sul, estado do extremo sul do Brasil. 

## Primeiros anos
Anton Clemens Sepp von und zu Rechegg, cavaleiro e barão de Kaltern, foi o quinto de onze irmãos. Recebeu sua educação primária em Kaltern e Eppen, e depois em Viena, onde seus dotes musicais chamaram a atenção, ingressando no coro de meninos da corte imperial, onde permaneceu de 1664 a 1667, aprendendo também a tocar vários instrumentos. Em 1667 fez uma visita à Inglaterra, aparentemente com o objetivo de apresentar-se em público ou buscar um patrono. No ano seguinte estava de volta à Áustria, já desligado da corte e estudando no colégio da Companhia de Jesus em Innsbruck. Neste período participou de atividades culturais promovidas pelos jesuítas.
Em 1674 iniciou seu noviciado em Landsberg e em 29 de setembro de 1676 fez seus primeiros votos religiosos. Estudou filosofia em Ingolstadt, e depois por cinco anos lecionou gramática, retórica, humanidades, música e canto em Landsberg, Solothurn e Lucerna como um estágio preparatório. Entre 1683 e 1687 aperfeiçoou-se em teologia e iniciou sua preparação para ser ordenado padre, já tendo manifestado seu interesse na obra missionária de ultramar. Em fevereiro de 1687 foi ordenado subdiácono e nos meses seguintes recebeu as ordens de diácono e presbítero. Em 1688 estava em Augsburgo ensinando retórica e atuando como prefeito musical e maestro do coro, entrando em contato com proeminentes músicos. Seus primeiros exames de teologia e filosofia para os votos superiores da Ordem não foram muito bem sucedidos, obtendo o grau de coadjutor espiritual mas não o de professo, mas em março de 1689 foi enfim admitido como missionário.

## Atividade missionária

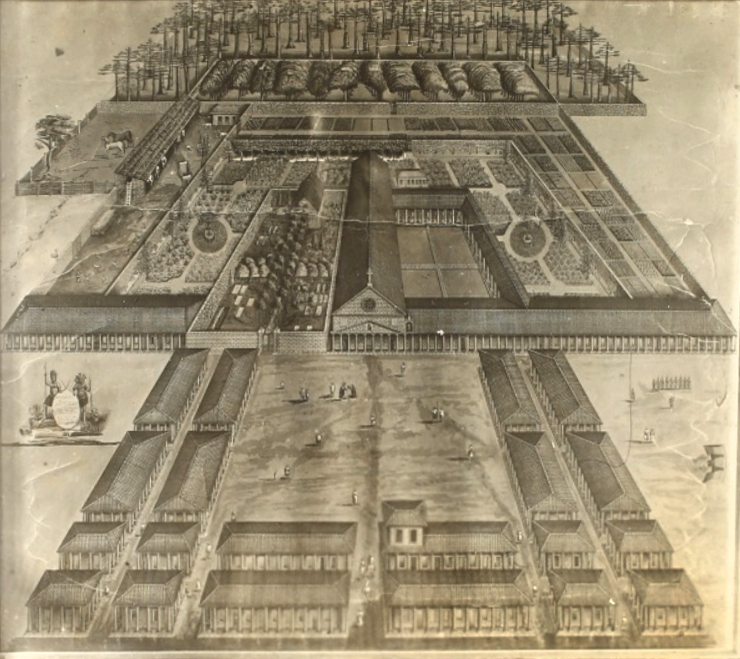
O plano da Redução de São João Batista.

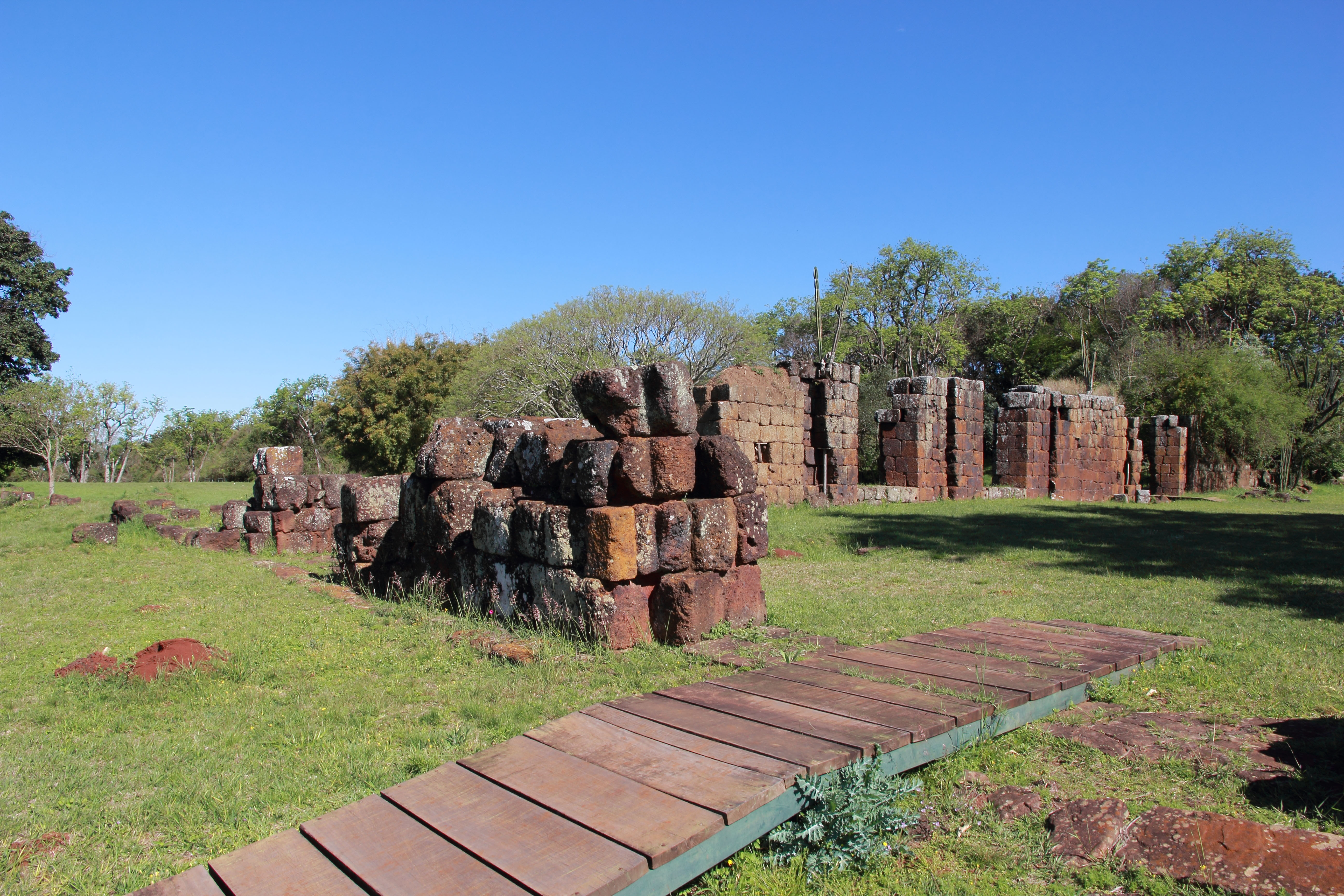
Ruínas da Redução de São João Batista.

Depois de um ano viajando por várias cidades da Europa, ao encontro de um grupo de missionários de várias nacionalidades, esperando pela autorização final para a partida, e aproveitando para estudar espanhol e confeccionar imagens devocionais, em 17 de janeiro de 1691 deixou a Europa em direção às missões jesuíticas do Paraguai, embarcando em uma frota de três naus de guerra espanholas.
Depois de uma viagem perigosa e extenuante, aportou em Buenos Aires, onde descansou por um breve período, entrando em contato com as práticas religiosas e os costumes locais, constatando a grande pobreza em que o clero se encontrava, carente de materiais básicos como livros missais e imaginária de culto. Além disso, a ausência de minas de ferro na região obrigava à importação de todas as ferramentas e utensílios deste metal, o que tornava seus preços exorbitantes. Isso dificultava todos os trabalhos e seria muitas vezes lamentado pelo padre nos anos seguintes.
Subindo em seguida o rio Uruguai com alguns companheiros, chegou em 1º de junho de 1691 à redução de Yapeyú, a mais próxima de Buenos Aires, sendo recebido com grandes festejos e sendo designado seu superior. Ali ficou até 1694, dedicando-se à catequese dos índios guaranis, ao cuidado de doentes, à educação escolar e à administração da redução, que dispunha de um grande rebanho de gado que vivia livre nos arredores, e cujos couros eram sua principal fonte de renda de exportação. Ele também tornou o local um florescente centro musical, ensinando os índios a cantar e tocar e construir instrumentos, prática que repetiria em outras reduções.
Entre 1694 e 1697 trabalhou nas reduções de Encarnación, Santa Maria da Fé, San Carlos e San Ignacio Guazú, enfrentando nesse período uma grande epidemia de varíola e atuando como médico. No ano de 1697 transferiu-se para a redução de São Miguel, um dos Sete Povos das Missões, onde recebeu o encargo de organizar a Redução de São João Batista, fundada por ele no mesmo ano, sendo o autor do traçado do aldeamento e dos edifícios, incluindo a igreja, decorada com requintes de luxo inspirados em modelos europeus. Durante as obras de preparação do terreno, encontrou uma rocha da qual se podia extrair ferro, para sua grande alegria. No entanto, ao contrário do que deixou escrito, louvando a facilidade de extração e a alta pureza do minério, reavaliações recentes indicam que o achado exerceu um impacto mínimo na economia regional, não fazendo diminuir as importações, e o ferro obtido era de baixa qualidade. Sua direção começou a enfrentar grandes resistências, foi acusado de má conduta pelos índios e acabou sendo removido pelo Provincial, mas quatro anos depois foi reinstalado. Em 1710 deixou definitivamente o local, passando nos anos seguintes pelas reduções de São Lourenço Mártir (1710-1713), San Javier (1713-1714), La Cruz (1714-1730) e por fim San José, onde faleceu em 13 de janeiro de 1733.

## Legado

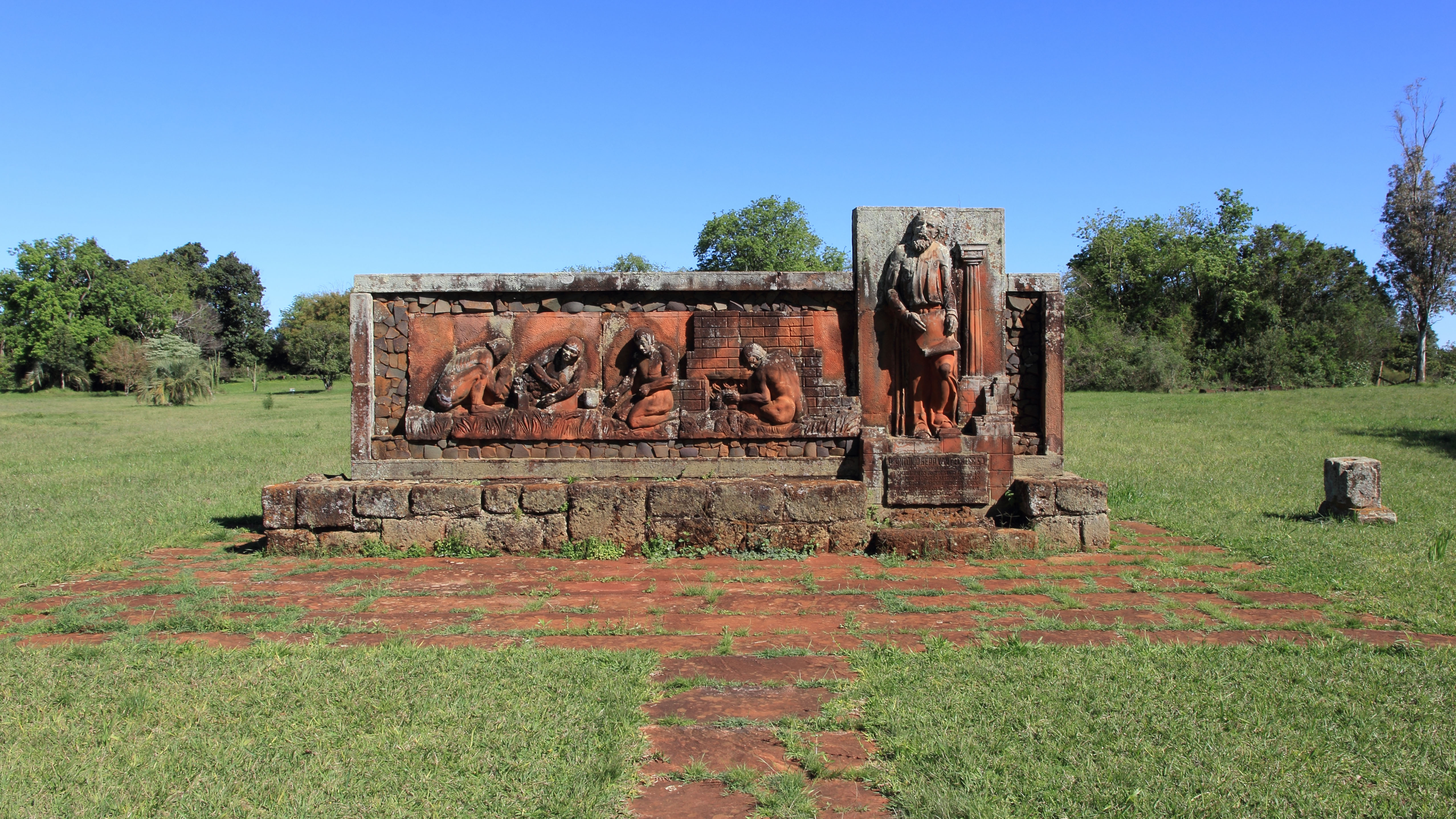
Monumento ao padre Sepp no sítio da Redução de São João Batista, fundada por ele.

A atuação de Sepp tem sido louvada e criticada conforme a inclinação dos estudiosos, sendo envolvido na longa polêmica que cerca a atuação missionária da Igreja Católica na América, que para uns foi um formidável poder civilizador e organizador, e para outros uma fonte de contínua opressão sobre os povos indígenas e de descaracterização de suas culturas milenares, havendo todas as gradações de opinião entre esses extremos. Sua correspondência atesta uma visão de superioridade sobre os nativos, desprezando suas tradições e considerando-os muitas vezes intratáveis, cruéis ou preguiçosos, lamentando o esforço dispendido na doutrinação, que nem sempre rendia os frutos desejados ou só o fazia a muitas penas, encarando tantos trabalhos como uma provação divina. Contudo, essa visão não difere da ideologia colonizadora do período, que entendia o índio como um ser rude e bárbaro, uma "folha branca" na qual se poderia escrever o que se desejasse, e que pelo seu próprio bem deveria ser civilizado, embora não sejam raros relatos sobre qualidades como a bravura guerreira, um forte senso de honra, e dedicação à família. Por outro lado, Sepp é geralmente lembrado pelos seus múltiplos talentos e pela sua operosidade, pela sua capacidade de improviso diante das carências crônicas de materiais e equipes, e pela sua devoção ao fomento da música; é considerado um pioneiro da luteria e da metalurgia no âmbito das missões do sul, e é inconteste o valor histórico e documental da sua produção literária, tendo deixado livros, documentos avulsos e uma substancial correspondência, que são valiosos testemunhos da obra missionária jesuíta e de suas experiências pessoais em terras sul-americanas.
Seu nome batiza uma rua em São Leopoldo, uma escola em São Miguel das Missões e um teatro em Santo Ângelo. No sítio da redução de São João Batista foi-lhe erguido um monumento. Hoje os sítios das reduções jesuíticas guarani são tombados nacionalmente e o de São Miguel foi declarado um Patrimônio da Humanidade.

## Livros publicados
- Relación de viaje a las misiones jesuíticas
- Continuación de las labores apostólicas
- Jardín de flores paracuario

Edição brasileira
- Viagem às Missões Jesuíticas e Trabalhos Apostólicos, ed. Wolfgang Hoffmann Harnisch. Coleção Biblioteca Histórica Brasileira, Livraria Martins Editora, 1943